# 威金斯冰川

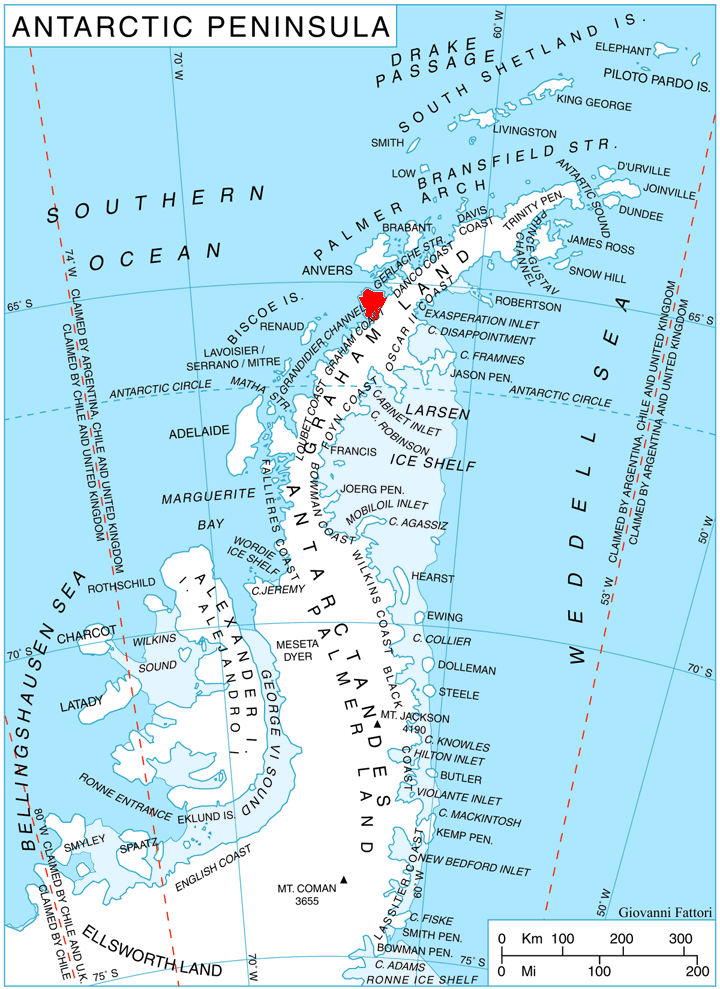

威金斯冰川（英語：Wiggins Glacier）是位于南極洲的一座冰川，在葛拉漢地的基輔半島，全長18公里，流經布魯斯高原，由讓-巴蒂斯特·夏古率領的法國探險隊繪入地圖。

## 外部連結
- SCAR Composite Gazetteer of Antarctica（页面存档备份，存于）.

65°14′S 64°3′W / 65.233°S 64.050°W